# Српско-македонска маса
Српско-македонска маса је геотектонска јединица која се простире између централног и источног разлома. У многим радовима и књигама за њу се користи термин „Родопска маса”. Ово подручје свој коначни, данашњи облик добило је током јуре и креде.

## Геолошки састав
Српско-македонска маса саграђена је од стена различите старости и порекла. У њеном саставу налазе се стене прекамбријске до терцијарне старости, односно магматске, седиментне и метаморфне стене. 
Прекамбријске и доње палеозојске стене су најстарије стене масе. Оне потичу из различитих средина, а преовлађују у њеним јужним и источним деловима. Све оне претрпеле су вишефазна набирања, као и јаке метаморфне промене. Најзаступљеније стене међу њима су гнајсеви, микашисти, амфиболити, мермери, кварцити, а локално се јављају еклогити, гранулити и зелени шкриљци. Стене палеозојске старости су гранити Влајне и Бујановца (магматске стене). Гранити Влајне интрудовани су дуж граница са Карпато-Балканидима у ордовицијуму. Гранити Бујановца су најмаркантнији у овом подручју. 
Мезозојска ера представљена је тријаским и кредним кречњацима у Грделици (седиментне стене).
Седиментне стене кенозојске ере  су еоценски кластити, олигоценске наслаге које се смењују са аднезитским туфовима (нпр. у Врањској бањи), миоценски и плиоценски језерски седименти са вулканитима и вулканокластитима. Магматска активност током Терцијара дала је гранодиорите Јастрепца, андезите, даците и кварц-латите Радана и Леца. Границе Српско-македонске масе према суседним геотектонским јединицама углавном су покривене терцијарним продуктима.